# King Motor Car Company

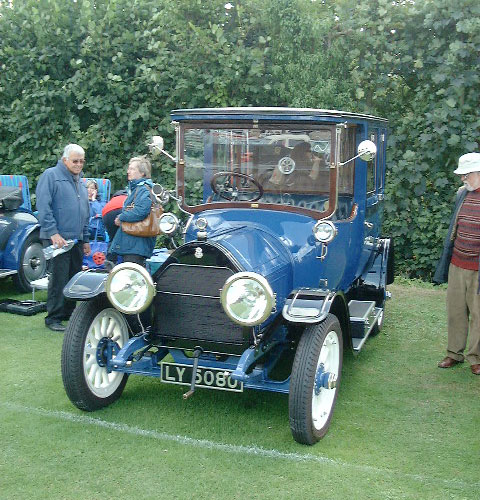
King Model B als Landaulet von 1913

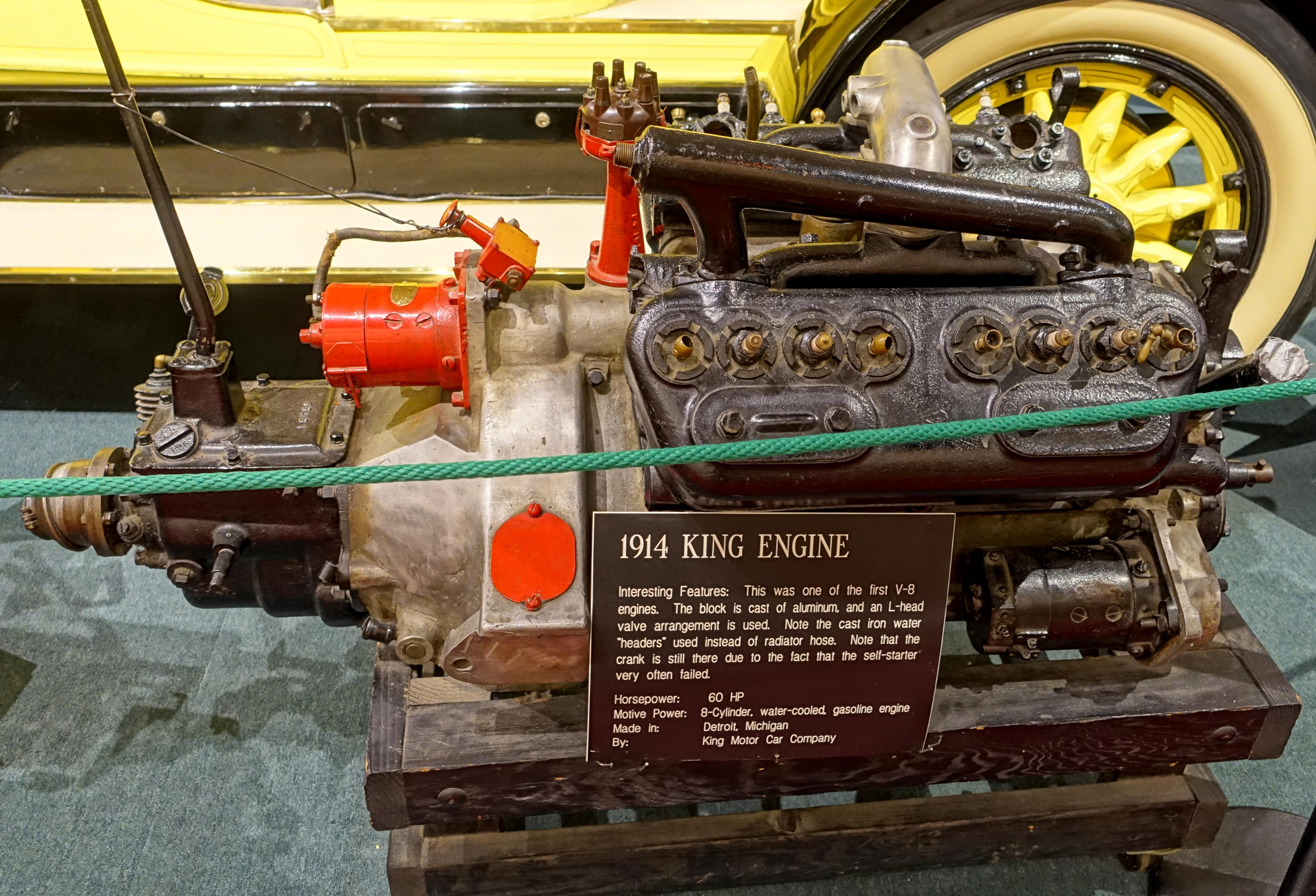
V8-Motor von 1914

King Motor Car Company war ein US-amerikanischer Hersteller von Automobilen.

## Unternehmensgeschichte
Charles Brady King hatte bereits 1896 ein Automobil hergestellt. Danach war er für Oldsmobile und die Northern Manufacturing Company tätig. 1908 zog er nach Europa, um neue europäische Konstruktionen kennenzulernen. 1910 war er zurück in den USA. In dem Jahr entstand ein Prototyp.
Im Februar 1911 gründete er das Unternehmen in Detroit in Michigan. H. K. White Jr. wurde Präsident. Im gleichen Jahr begann die Produktion von Automobilen. Der Markenname lautete King.
Anfang 1912 wurde die ehemalige Fabrik von Hupmobile bezogen. Wenige Monate später begann die Insolvenz. Artemus Ward übernahm das Unternehmen. J. G. Bayerline wurde im Frühling 1913 neuer Präsident. 1915 ersetzte Ward Bayerline als Präsident.
Ende 1920 gab es erneut finanzielle Probleme. Charles A. Finnegan aus Buffalo im US-Bundesstaat New York kaufte das Unternehmen auf. Im Oktober 1923 wurde ein kleineres Werk in Buffalo bezogen. In dem Jahr endete die Produktion. 1924 folgte der Bankrott. Fahrzeuge wurden noch bis 1924 verkauft.
Insgesamt entstanden fast 19.000 Fahrzeuge.

## Fahrzeuge
Von 1911 bis 1912 gab es nur das Model A. Es hatte einen Vierzylindermotor mit 35 PS Leistung. Das Fahrgestell hatte 292 cm Radstand. Zur Wahl standen ein offener Tourenwagen mit fünf Sitzen, ein Roadster mit zwei Sitzen und ein Coupé mit drei Sitzen.
1913 blieb dieses Modell unverändert. Neu war das Model B. Dessen Vierzylindermotor leistete 30 PS. Der Radstand war mit 284 cm etwas kürzer. Einziger Aufbau war ein fünfsitziger Tourenwagen.
1914 beschränkte sich das Sortiment auf das Model B. Es war nun auch als zweisitziger Roadster erhältlich.
1915 wurde daraus das Model C. Der Radstand wurde um 1 Zoll auf 287 cm verlängert. Ein Cabriolet mit drei Sitzen war die dritte angebotene Karosseriebauform. Neu war das Model D. Es hatte einen V8-Motor, der mit 40/50 PS angegeben war. Der Radstand betrug 305 cm. Überliefert sind nur Tourenwagen mit fünf Sitzen.
1916 entfiel das Vierzylindermodell. Das Model D blieb bis auf die Aufbauten unverändert. Diese erhielten besondere Namen. Zur Wahl standen Corsair und Reliance mit fünf Sitzen, Challenger Tourenwagen mit sieben Sitzen, Challenger Roadster sowie Challenger Limousine mit fünf Sitzen. In dem Jahr soll auch ein Model E eingeführt worden sein, zu dem keine Daten vorliegen.
1917 folgte das Model EE, dessen Daten dem Vorjahresmodell entsprachen. Genannt sind Tourenwagen und Limousine mit jeweils sieben Sitzen, Roadster mit drei Sitzen und Foursome.
1918 hieß das Fahrzeug Model F.
1919 wurde daraus das Model G. Der Roadster entfiel
Von 1920 bis 1921 gab es das Model H. Der Motor war nun mit 60 PS angegeben. Als Aufbauten sind weiterhin der siebensitzige Tourenwagen und der Foursome angegeben sowie ein Road King und eine Limoudan genannte Limousine mit sieben Sitzen.
1922 wurde daraus das Model J. Die Motorleistung war nun mit 69 PS angegeben. Genannt sind Tourenwagen und Limousine mit sieben Sitzen, Sport Foursome und Coupé mit vier Sitzen und ein Road King Roadster mit zwei Sitzen. Eine kleinere Ergänzung stellte das Model D dar. Sein Motor war mit 40/45 PS angegeben. Der Radstand maß 287 cm. Es war als fünfsitziger Tourenwagen und als zweisitziger Roadster erhältlich.
1923 stand nur das Model L im Sortiment. Die Leistung von 60 PS entsprach dem Modell des Vorvorjahres. Der Radstand war auf 315 cm verlängert worden. Eine Sedanette mit fünf Sitzen ergänzte die angebotenen Karosseriebauformen. Das kleinere Modell des Vorjahres entfiel wieder.
Ein britischer Händler für klassische Fahrzeuge bot ein erhalten gebliebenes Fahrzeug vom Typ Model B des Baujahres 1913 als Landaulet an. Es trägt das britische Kennzeichen LY 5080.
Ein gepanzertes Fahrzeug ist im National Museum of the Marine Corps ausgestellt.

## Modellübersicht
| Jahr      | Modell   | Zylinder | Leistung (PS) | Radstand (cm) | Aufbau |
| --------- | -------- | -------- | ------------- | ------------- | --- |
| 1911–1912 | Model A  | 4        | 35            | 292           | Tourenwagen 5-sitzig, Roadster 2-sitzig, Coupé 3-sitzig                                                                            |
| 1913      | Model A  | 4        | 35            | 292           | Tourenwagen 5-sitzig, Roadster 2-sitzig, Coupé 3-sitzig                                                                            |
| 1913      | Model B  | 4        | 30            | 284           | Tourenwagen 5-sitzig |
| 1914      | Model B  | 4        | 30            | 284           | Tourenwagen 5-sitzig, Roadster 2-sitzig                                                                                            |
| 1915      | Model C  | 4        | 30            | 287           | Tourenwagen 5-sitzig, Roadster 2-sitzig, Cabriolet 3-sitzig                                                                        |
| 1915      | Model D  | 8        | 40/50         | 305           | Tourenwagen 5-sitzig |
| 1916      | Model D  | 8        | 40/50         | 305           | Corsair 5-sitzig, Reliance 5-sitzig, Challenger Tourenwagen 7-sitzig, Challenger Roadster, Challenger Limousine 5-sitzig           |
| 1917      | Model EE | 8        | 40/50         | 305           | Tourenwagen 7-sitzig, Foursome, Roadster 3-sitzig, Limousine 7-sitzig                                                              |
| 1918      | Model F  | 8        | 40/50         | 305           | Tourenwagen 7-sitzig, Foursome, Roadster 3-sitzig, Limousine 7-sitzig                                                              |
| 1919      | Model G  | 8        | 40/50         | 305           | Tourenwagen 7-sitzig, Foursome, Limousine 7-sitzig                                                                                 |
| 1920–1921 | Model H  | 8        | 60            | 305           | Tourenwagen 7-sitzig, Road King, Foursome, Limoudan 7-sitzig                                                                       |
| 1922      | Model D  | 8        | 40/45         | 287           | Tourenwagen 5-sitzig, Roadster 2-sitzig                                                                                            |
| 1922      | Model J  | 8        | 69            | 305           | Tourenwagen 7-sitzig, Sport Foursome 4-sitzig, Road King Roadster 2-sitzig, Coupé 4-sitzig, Limousine 7-sitzig                     |
| 1923      | Model L  | 8        | 60            | 315           | Tourenwagen 7-sitzig, Sport Foursome 4-sitzig, Road King Roadster 2-sitzig, Sedanette 5-sitzig, Coupé 4-sitzig, Limousine 7-sitzig |

Quelle:

## Produktionszahlen
| Jahr  | Produktionszahl |
| ----- | --------------- |
| 1911  | 860             |
| 1912  | 1.230           |
| 1913  | 2.130           |
| 1914  | 2.410           |
| 1915  | 2.670           |
| 1916  | 3.000           |
| 1917  | 1.816           |
| 1918  | 1.410           |
| 1919  | 1.315           |
| 1920  | 830             |
| 1921  | 560             |
| 1922  | 480             |
| 1923  | 240             |
| Summe | 18.951          |

Quelle: